# Boechera goodrichii
Boechera goodrichii là một loài thực vật có hoa trong họ Cải. Loài này được (S.L.Welsh) N.H.Holmgren mô tả khoa học đầu tiên năm 2005.